# ديا (خدمة)
ديا أو دييا (بالأوكرانية: Дія)‏ وهي اختصاراً للعبارة (الحكومة و أنا) (بالأوكرانية: Держава і Я)‏ وهو تطبيق الكتروني للهواتف الذكية وبوابة ويب وعلامة تجارية للحوكمة الإلكترونية في أوكرانيا.
أُطلاق تطبيق ديا في عام 2020، وهو يسمح للمواطنين الأوكرانيين باستخدام المستندات الرقمية على هواتفهم الذكية بدلاً من تلك المادية لأغراض التعريف والمشاركة.
تتيح بوابة ديا الالكترونية الوصول إلى أكثر من 50 خدمة حكومية. تخطط الحكومة لإتاحة جميع أنواع الخدمات الكترونياً مع الدولة من خلال بوابة ديا.

## التأسيس
في 23 مايو 2019 ،أعلن الرئيس الأوكراني المنتخب حديثًا، فولوديمير زيلينسكي، عن فكرة "دولة في هاتف ذكي"، والتي بموجبها سيكون من الممكن التواصل مع الدولة والمشاركة في إدارتها باستخدام الهاتف.
في يونيو 2019، أعلن مستشار الرئيس ميخايلو ألبيرتوفيتش فيودوروف عن خطط لإنشاء علامة تجارية "حكومة في الهاتف الذكي"، وإطلاق الهوية الإلكترونية على الهاتف الذكي، ونقل 90٪ من الخدمات الحكومية عبر الإنترنت، ولاجل ذلك بدأ التواصل مع إستونيا التي تمتلك خبرة واسعة في الإدارة الإلكترونية.
لتنفيذ هذه الفكرة، في أغسطس 2019، شكل البرلمان الأوكراني لجنة للتحول الرقمي، وقدمت الحكومة الجديدة منصب نائب رئيس الوزراء - وزير التحول الرقمي فيدوروف. وزارة التحول الرقمي في أوكرانيا.

## المكتسبات
يمكن المواطنين امتلاك العديد من المستندات على هواتفهم الذكية في وقت واحد، دون القلق من فقدها أو إتلافها عند الحاجة ، يمكنهم فقط فتح تطبيق على هواتفهم الذكية وعرض المستند الذي يحتاجون إليه، الفكرة هي أن ديا تساعد في تقليص البيروقراطية المرتبطة بالخدمات العامة، والتي بدورها ستساعد في مكافحة الفساد، الحاجة إلى عدد أقل من الأشخاص
لتوظيفهم في القطاع العام ومن المفترض أن تحدث تفاعلات أقل بين البشر. مع بداية اطلاق البرنامج حصل تخفيض بنسة 10٪ من موظفي الحكومة، مما يساهم في توفير مئات الملايين من الدولارات، وتحسين سرعة وكفاءة وشفافية الخدمات الحكومية.
صنف مؤشر الأمم المتحدة لتطوير الحكومة الإلكترونية ، الذي يقيم قدرات الحكومات على دمج وظائفها إلكترونيًا، مثل استخدام الإنترنت والأجهزة المحمولة، احتلت أوكرانيا المرتبة 69 في 193 دولة شملها الاستطلاع في عام 2020.

## التحديات والمشاكل
التحدي الأول: هو الجاهزية الإلكترونية، كان معدل انتشار الإنترنت في أوكرانيا 76٪ في عام 2020 ومن المتوقع أن يرتفع إلى 82٪  من المهم أن يكون لدى المستهلكين إمكانية الوصول إلى الإنترنت لتمكين المستهلكين من الاستفادة منه الخدمة، عامل آخر هو جاهزية البنية التحتية المؤسسية، مما يعني أن الحكومة لديها منظمتها الخاصة التي تركز فقط على تنفيذ مشروع الحكومة الإلكترونية
التحدي الثاني: هو سهولة التعامل مع تصميم النظام، يمكن رؤية نجاح أوكرانيا من خلال أحدث بيانات برنامج الأمم المتحدة الإنمائي ، حيث يُظهر زيادة كبيرة في مؤشر المشاركة الإلكترونية. في عام 2018 ، احتلت أوكرانيا المرتبة 75 واحتلت المرتبة 46 في عام 2020 (un.org، 2020).
المشاكل، على الرغم من النجاح الملحوظ ، صاحب تطبيق الحكومة الإلكترونية مشاكل. أصبح تسرب البيانات هو المشكلة الرئيسية،حيث ظهرت في مايو 2020 بيانات 26 مليون رخصة قيادة في المجال العام على الإنترنت، قالت الحكومة الأوكرانية إن تطبيق ديا ليس مرتبطًا بخرق البيانات، لكن من المستحيل الجزم بذلك، يرتبط أي تخزين للوثائق الرسمية في شكل إلكتروني بمخاطر تسربها، بالإضافة إلى ذلك لا يزال تطبيق ديا يواجه مشكلات في حماية البيانات، ويتفاقم هذا أيضًا بسبب ضعف النظام القانوني لحماية البيانات في البلاد.

## شهادات COVID الرقمية
في 1 يوليو 2021. اطلقت شهادات تطعيم مرض فيروس كورونا 2019، عبر ديا في أوكرانيا، وهناك نوعان من الشهادات - الأوكرانية، الصالحة داخل الدولة فقط، والشهادات الدولية، والتي يمكن استخدامها في الخارج.

## انظر ايضاً
- وزارة التحول الرقمي (أوكرانيا)